# 1159
سنة 1159 كانت سنة بسيطة تبدأ يوم الخميس (سوف يظهر الرابط التقويم الكامل للعام) حسب التقويم اليولياني.

## أحداث
- 7 سبتمبر – البابا ألكسندر الثالث يخلف البابا أدريان الرابع ليصبح البابا رقم 170.[1][2][3]
- اندلاع ثورة هيجي في اليابان.[4][5][6]
- استعادة تونس من النورمان على يد الخلفاء الموحدين.[7][8][9]
- تعيين رجل الدين ريتشارد فيتزنيل لورد أعلى للخزانة في إنجلترا، ليكون مسؤولًا عن خزانة هنري الثاني ملك إنجلترا، وهو المنصب الذي سيشغله لمدة 40 عامًا تقريبًا.[10][11][12]

## مواليد
- ابن يعيش النحوي
- ميناموتو نو يوشي-تسونه - جنرال ياباني (ت. 1189 ) [13][14][15]

## وفيات
- 30 مايو – فلاديسلاوس الثاني، في منفي بولندا (و. 1105 ) [16][17]
- 29 أغسطس – بيرثا سولزباخ، الإمبراطورة البيزنطية (و. 1110) [18][19]
- 1 سبتمبر – البابا أدريان الرابع ( 1100 ق.م) [20][21][22]
- 11 أكتوبر – ويليام بلوا كونت بولوني وإيرل ساري (1137 ق.م) [23][24]
- جوسلين الثاني كونت الرها [25][26][27]